# Queens Cemetery (Bucquoy)
Le  Queens Cemetery (Bucquoy)  est un cimetière militaire de la Première Guerre mondiale, situé sur le territoire de la commune de Bucquoy, dans le département du Pas-de-Calais, au sud d'Arras.
Trois autres cimetières britanniques sont implantés sur le territoire de la commune: Quesnoy Farm Military Cemetery, Bucquoy Communal Cemetery Extension et Shrine Cemetery, Bucquoy.

## Localisation
Ce cimetière est situé à 300 m au sud-ouest du village, en bordure de la D 909.

## Histoire

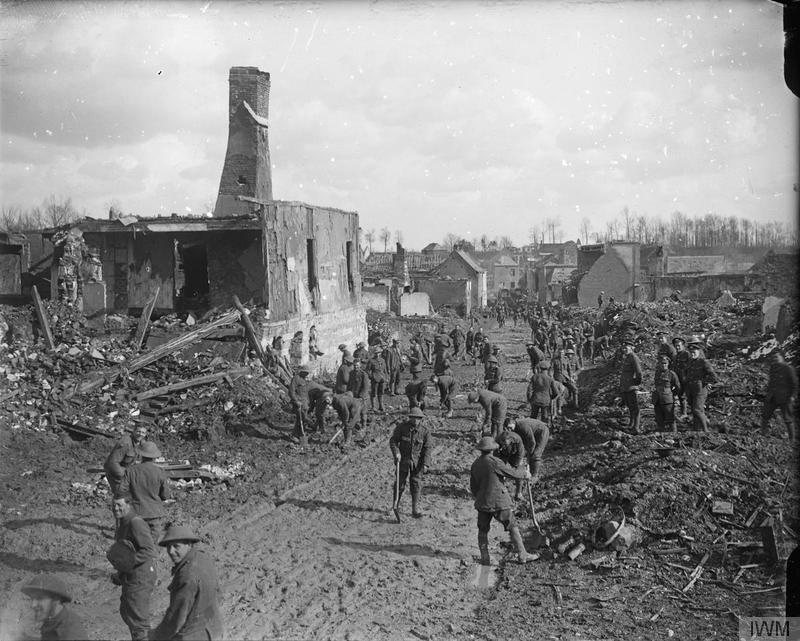
Les prisonniers britanniques réparant une rue de Bucquoy sous la surveillance d'officiers allemands en mars 1917.

Aux mains des Allemands depuis le début de la guerre, le village de Bucquoy est pris par la les troupes britanniques le 17 mars 1917. Le site  est le théâtre de très violents combats en mars et avril 1918. Le village fut définitivement libéré le 28 août 1918, lors de l'Offensive des Cent-Jours.

Le cimetière a été commencé en mars 1917, lorsque 23 hommes du 2è Queen's Régiment ont été enterrés à cet endroit. Treize tombes  ont été ajoutées  en septembre 1918 après la libération du village. Le reste du cimetière a été constitué après l'Armistice par le regroupement de tombes britanniques  provenant des champs de bataille de l'Ancre et de petits cimetières provisoires des alentours.

Ce cimetière comporte aujourd'hui 741 tombes de soldats tombés en 1917 et 1918, dont 708 Britanniques, 28 Néo-Zélandais et 5 Français.

## Caractéristiques
Ce cimetière a un plan rectangulaire de 60 m sur 30. Il est clos par un muret de briques.

## Sépultures
| Pays             | Sépultures |
| ---------------- | ---------- |
| Royaume-Uni      | 708        |
| Nouvelle-Zélande | 28         |
| France           | 5          |
| Total            | 741        |

## Galerie

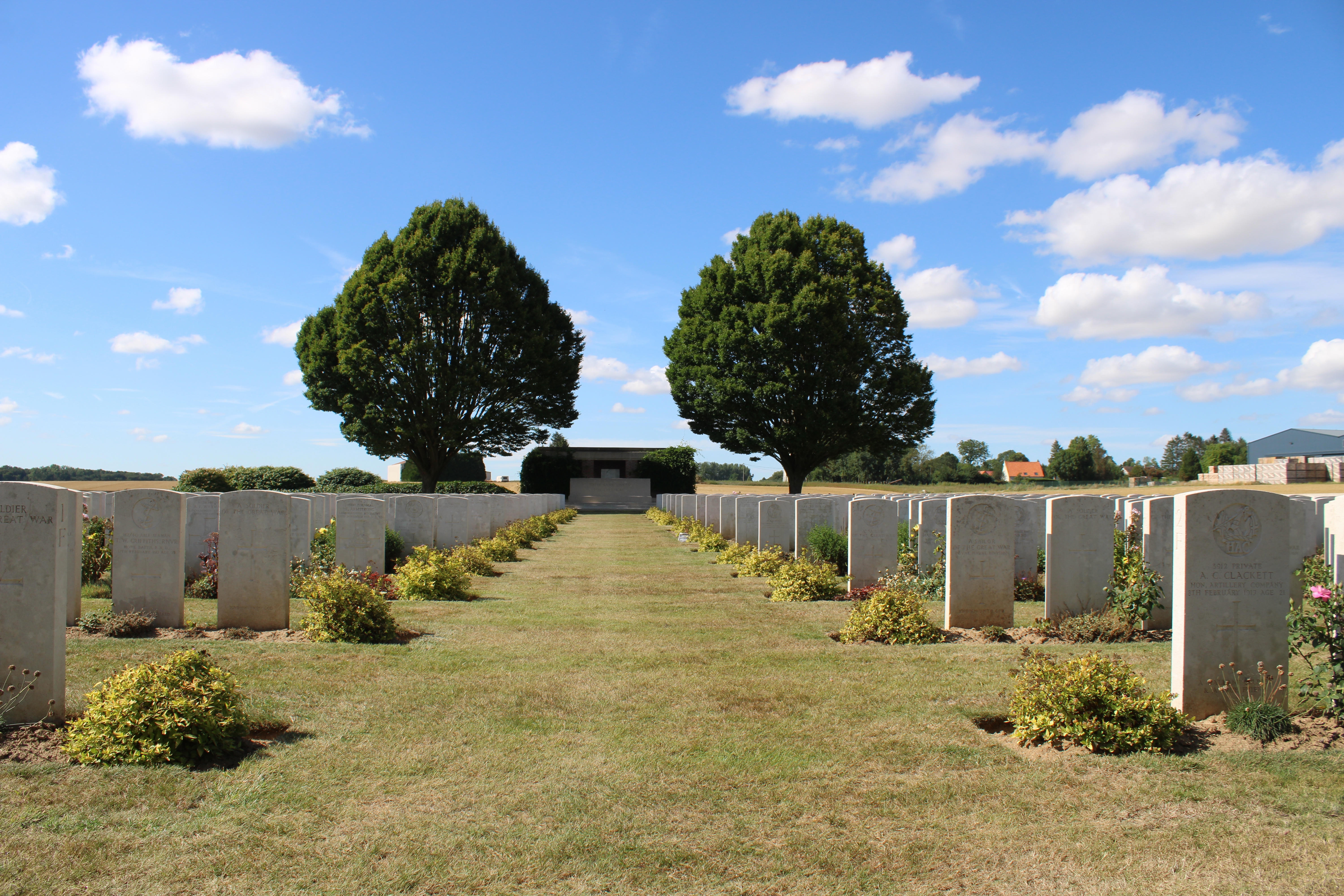
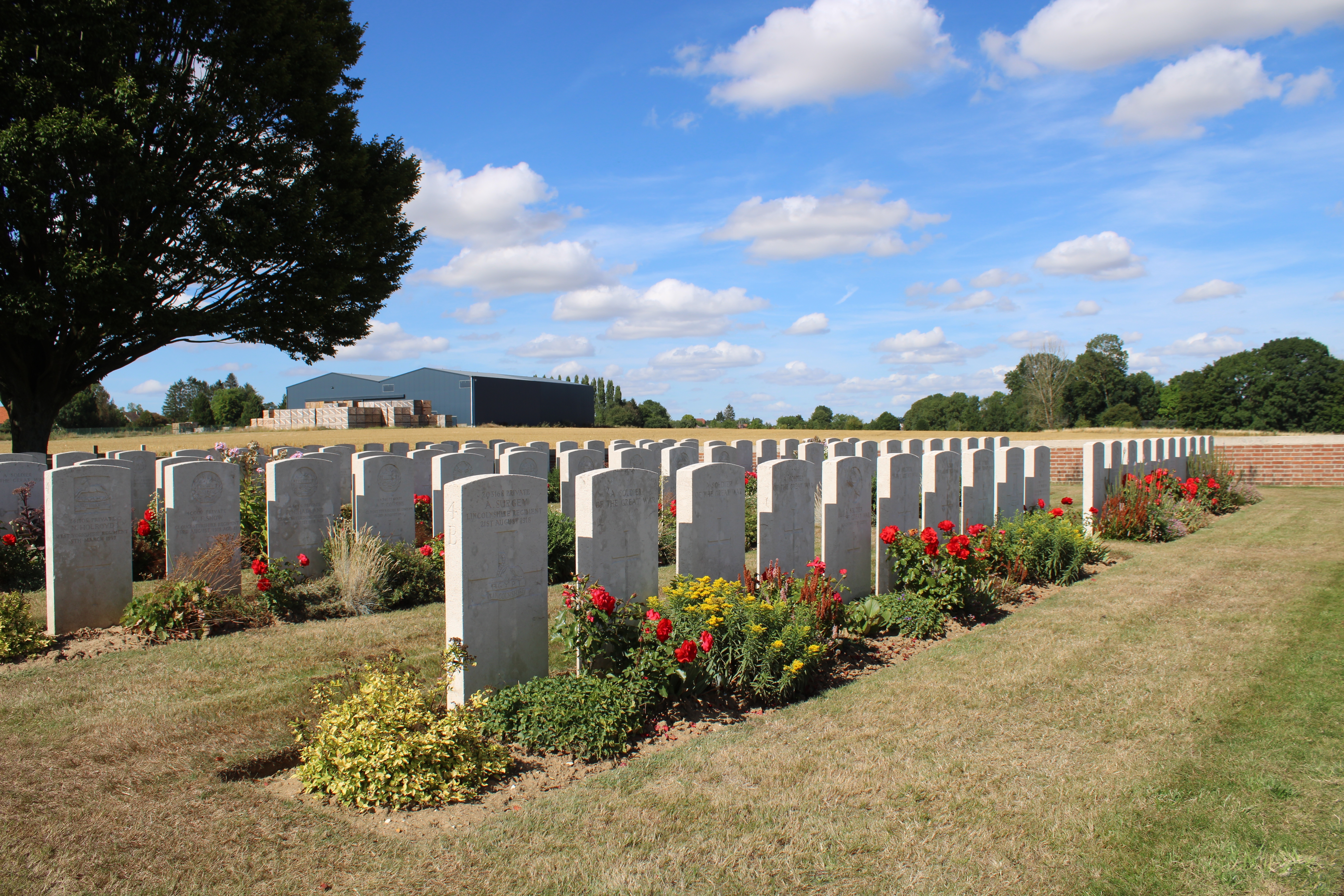
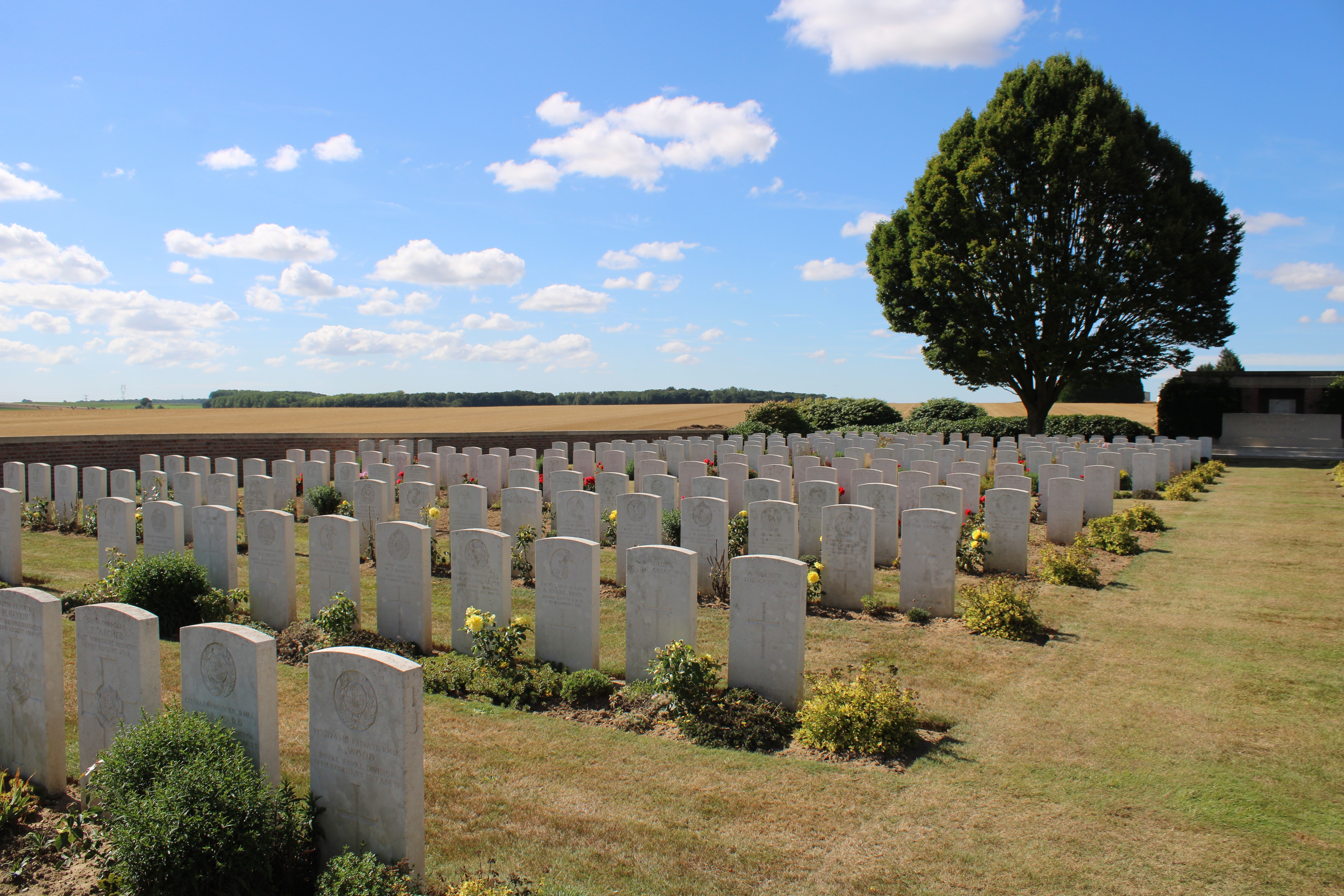
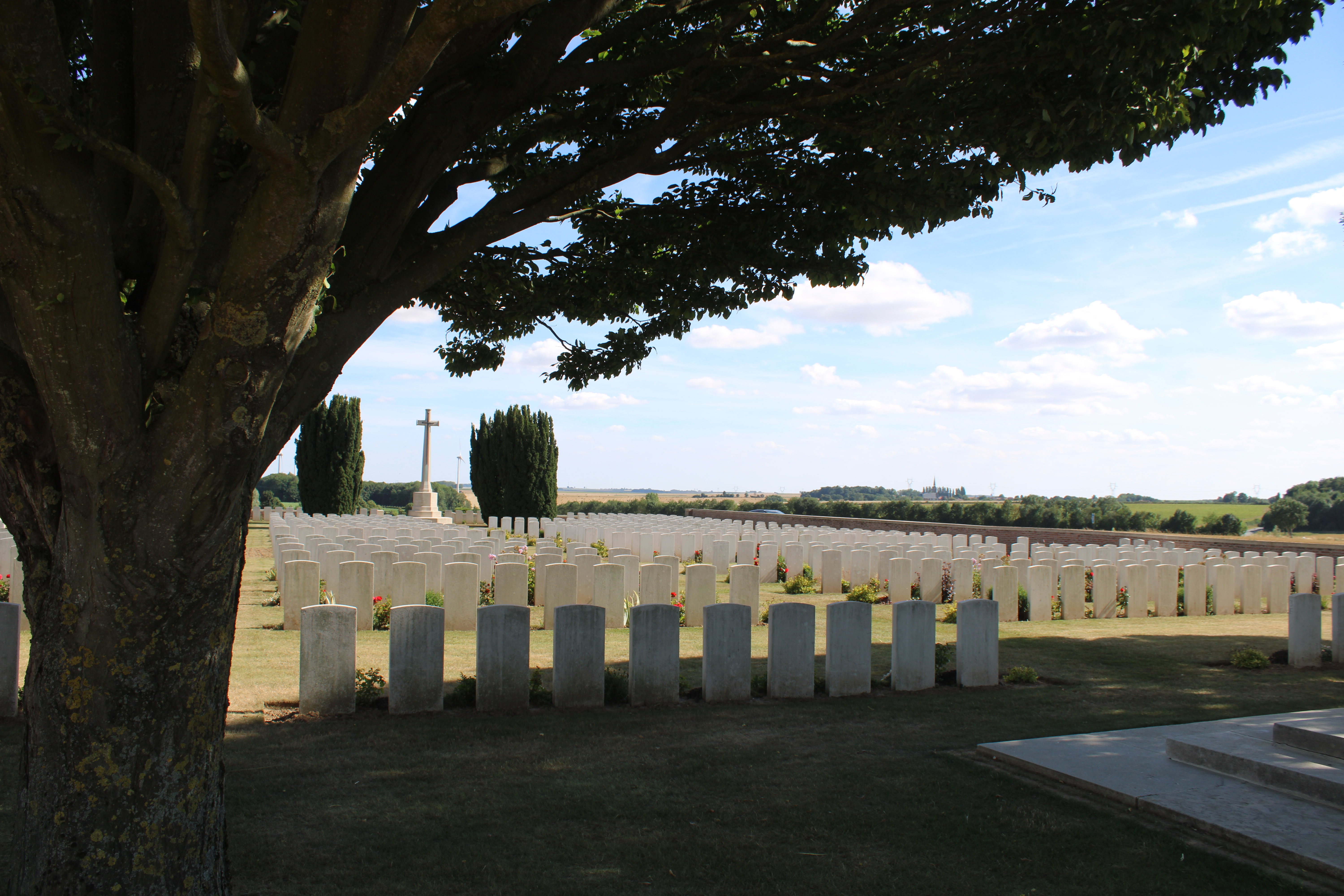
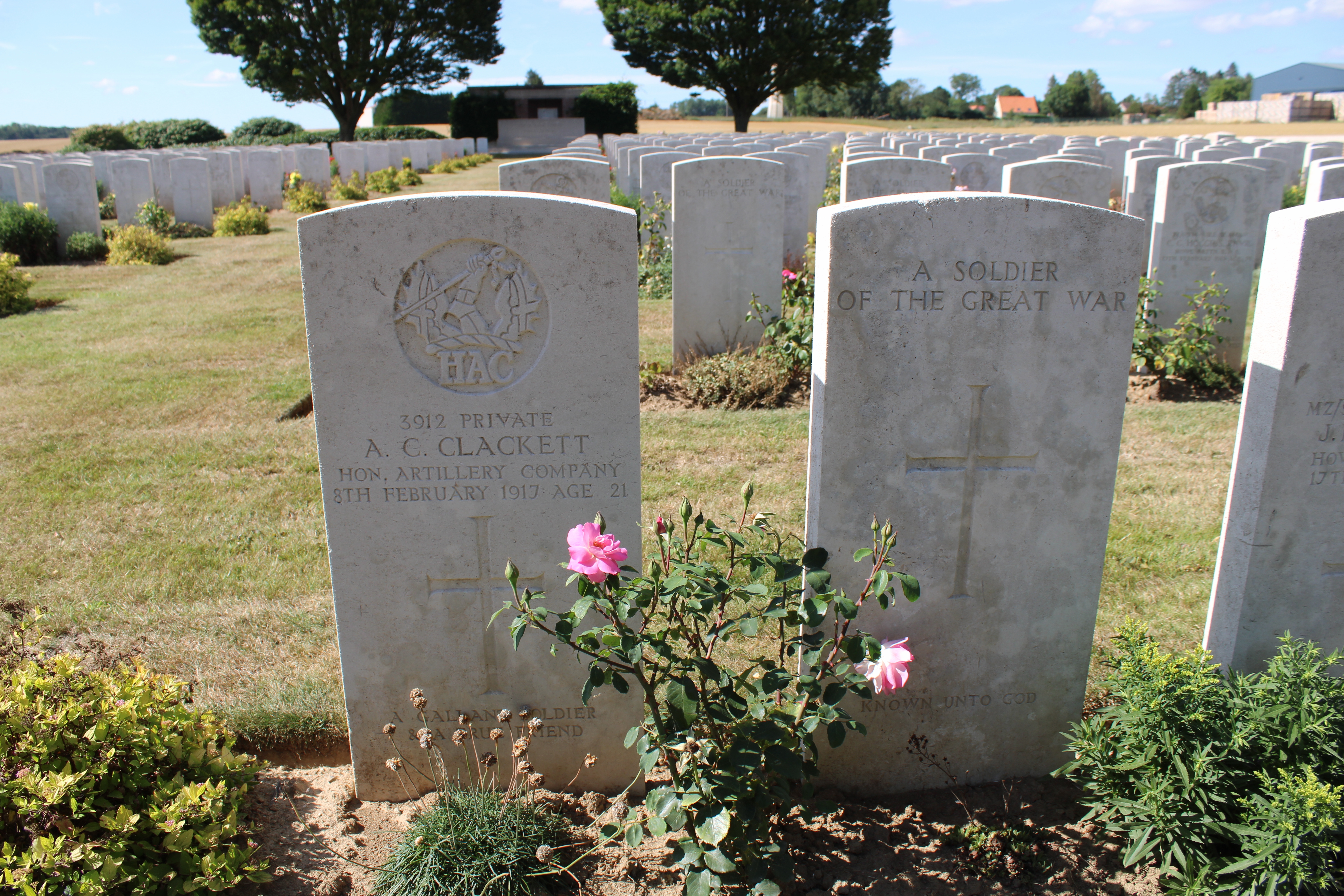
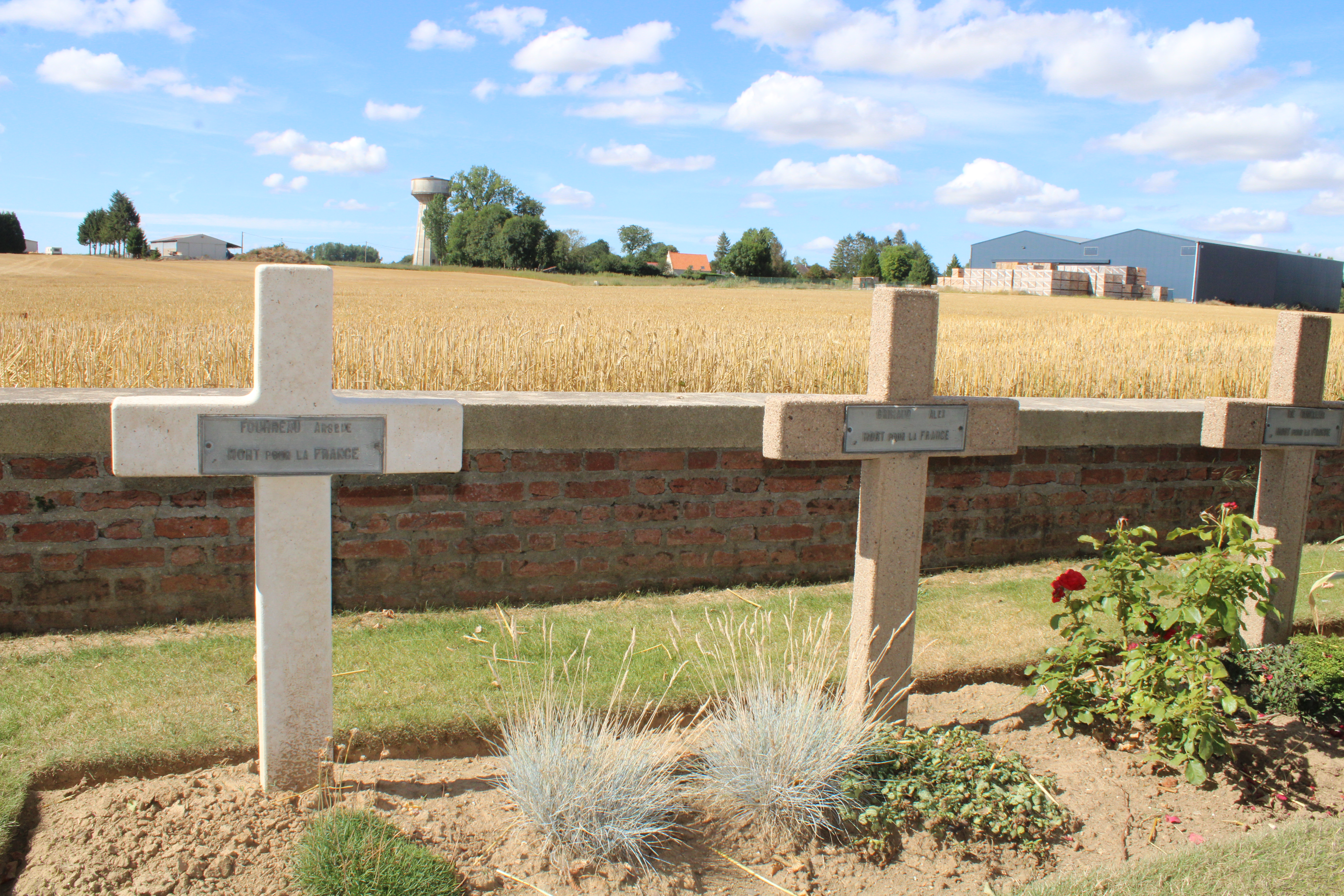
Les tombes de soldats français.
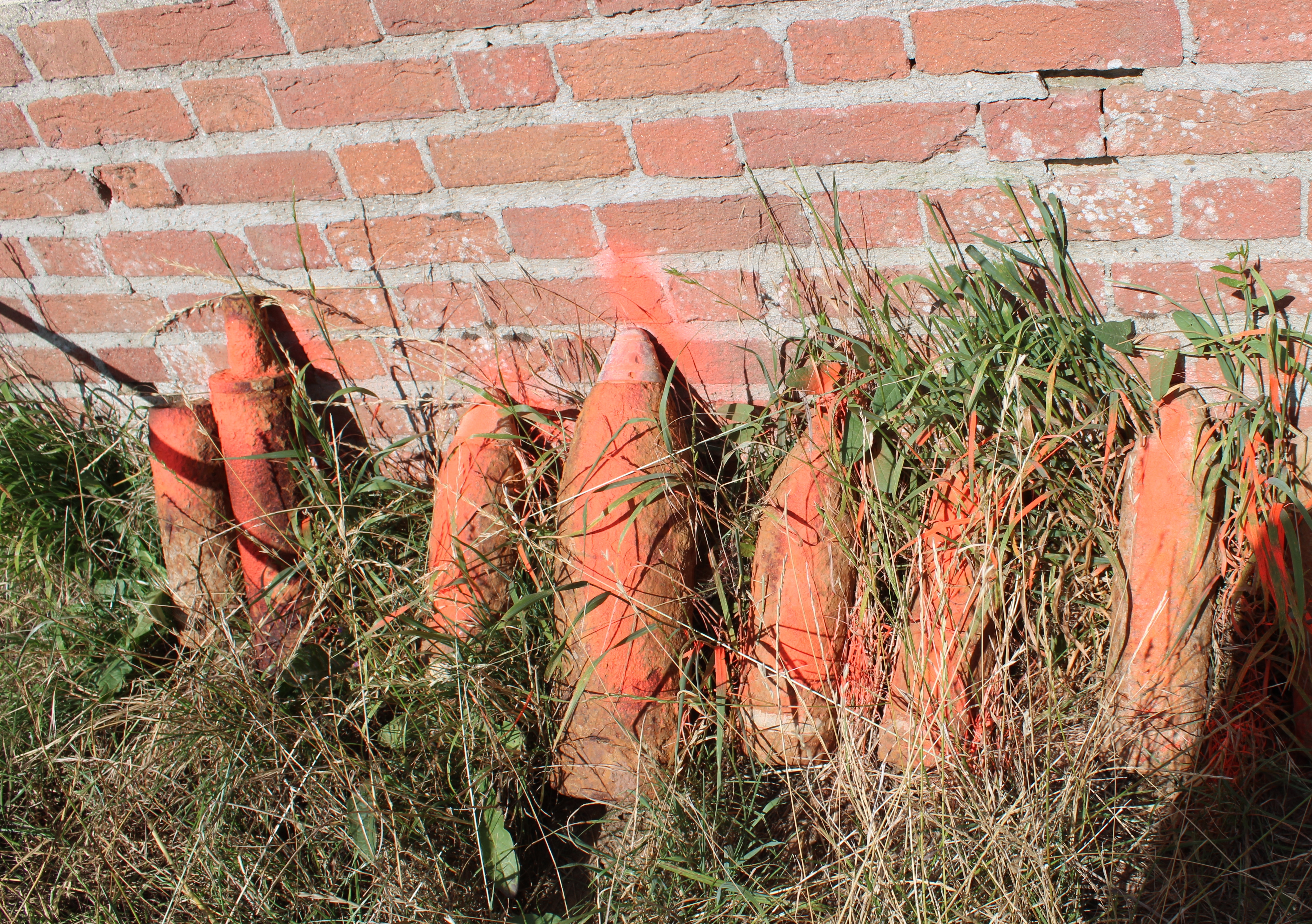
Obus potentiellement dangereux déposés contre le mur du cimetière en attente de leur enlèvement en août 2022.

## Pour approfondir